# Eugénio Fernando Bila
Eugénio Fernando Bila (Maputo, 1979. március 3. –) mozambiki labdarúgó.

## Góljai a mozambiki válogatottban
| #  | Dátum             | Ellenfél | Eredmény | Kiírás       | Esemény  |
| -- | ----------------- | -------- | -------- | ------------ | -------- |
| 1. | 2008. október 11. | Botswana | 1 – 0    | Vb-selejtező | 6' 90+2' |

## Pályafutása
Pályafutását hazájában kezdte 1999-ben. „Genito” öt szezonig (2004 és 2009 között) Budapest Honvéd játékosa volt. Ezt követően a ciprusi Néa Szalamína Ammohósztu csapathoz igazolt át, majd egy év után az izraeli Sektzia Nes Tziona FC játékosa lett. A mozambiki nemzeti válogatott tagja.